# Chlorid boritý
Chlorid boritý je za normální teploty plyn štiplavého a dráždivého zápachu, s přibližně čtyřikrát větší hustotou než vzduch.

## Příprava
Připravuje se buď přímým slučováním elementárního bóru s chlorem
| 2 B + 3 Cl2 → 2 BCl3, | \| \| \| \| \| \| \| \| |  |
|                       |                         |  |
|                       |                         |  |

nebo redukcí oxidu boritého uhlíkem za přítomnosti chlóru; vedlejším produktem reakce je oxid uhelnatý:
| B2O3 +3 C + 3 Cl2 → 2 BCl3 + 3 CO | \| \| \| \| \| \| \| \| |  |
|                                   |                         |  |
|                                   |                         |  |

## Vlastnosti
Molekula chloridu boritého je svou strukturou velmi podobná struktuře molekuly fluoridu boritého, je planární (rovinná) a má trojčetnou symetrii.
Vzhledem k tomu, že valenční elektronová slupka atomu bóru je neúplně obsazená pouze šesti elektrony, molekula chloridu boritého vystupuje v reakcích jako Lewisova kyselina a snadno se váže s molekulami obsahujícími volný elektronový pár; vzhledem k velkému objemu chlórového atomu však obvykle následuje disociace chlorového atomu, takže postupně dochází k výměně chlorových atomů, pokud reagující molekuly jsou menší než atomy chloru.
Tak např. při reakci s vodou vzniká v prvním stupni
| BCl3 + H2O → Cl3B−−O+H2 → Cl2B—OH + HCl. | \| \| \| \| \| \| \| \| |  |
|                                          |                         |  |
|                                          |                         |  |

Postupně tak dojde k nahrazení všech atomů chloru hydroxylovými skupinami, takže souhrnnou reakcí vzniká kyselina boritá a chlorovodík:
| BCl3 + 3 H2O → H3BO3 + 3 HCl. | \| \| \| \| \| \| \| \| |  |
|                               |                         |  |
|                               |                         |  |

Tato reakce probíhá i se vzdušnou vlhkostí, proto kapalný chlorid boritý ponechaný v otevřené nádobě na vzduchu dýmá. Je tedy za přítomnosti stop vody značně korozivní a z toho důvodu se nesmí uchovávat v kovových nádobách bez náležité povrchové úpravy.
Podobně reakcí s amoniakem vzniká triamid kyseliny borité a chlorid amonný:
BCl3 + 6 NH3 → B(NH2)3 + 3 NH4Cl.

## Použití
Chlorid boritý se používá pro vnášení atomů bóru (dopování) do monokrystalických vrstev křemíku pří výrobě polovodičů typu p.

## Fyziologické působení
Páry chloridu boritého při nadechnutí uvolňují působením vody ve sliznicích chlorovodík, který je dráždí. Ve větším množství může způsobit poleptání sliznic nebo kůže, případně až edém plic. Je proto nebezpečný již při koncentracích ve vzduchu kolem 20 ppm.